# Morgan Wallen
Morgan Cole Wallen (sinh ngày 13 tháng 5 năm 1993) là nam ca sĩ nhạc đồng quê người Mỹ. Anh từng tham dự chương trình tìm kiếm tài năng âm nhạc The Voice mùa thứ sáu ở đội của Usher và sau đó là Adam Levine. Sau khi bị loại trong vòng đối đầu của cuộc thi, anh ký hợp đồng với hãng đĩa Panacea Records và phát hành EP đầu tay mang tên Stand Alone năm 2015.
Năm 2016, Wallen chuyển sang hợp tác với hãng Big Loud và cho ra mắt album đầu tiên If I Know Me năm 2018  với các đĩa đơn là "Up Down" (với Florida Georgia Line), "Whiskey Glasses" và "Chasin' You". Album đạt hạng nhất trên bảng xếp hạng nhạc đồng quê Billboard Top Country Albums. Album thứ hai, Dangerous: The Double Album, ra mắt tháng 1 năm 2021 với các ca khúc "More Than My Hometown", "7 Summers" và "Wasted on You". Tới tháng 2 cùng năm, đây là album đồng quê duy nhất nắm giữ ngôi đầu trong bảy tuần đầu tiên phát hành, trong suốt 64 năm của bảng xếp hạng Billboard 200. Album tiếp tục có thêm ba tuần hạng nhất nữa, trở thành album đầu tiên có 10 tuần đầu tiên ở đạt hạng nhất kể từ Whitney của Whitney Houston năm 1987.
Album phòng thu thứ ba, One Thing at a Time (2023), cũng đạt hạng nhất Billboard 200 trong 19 tuần không liên tiếp. Tất cả 36 bài hát trong album đều lọt Billboard Hot 100, giúp anh đạt kỷ lục nghệ sĩ có nhiều bài hát nhất lọt bảng xếp hạng trong cùng một thời điểm. Đĩa đơn "Last Night" ra mắt năm 2023 và đứng đầu Hot 100, trở thành đĩa đơn hạng nhất đầu tiên của anh. Với 16 tuần quán quân, đây là bài hát trụ hạng lâu thứ hai, đồng thời là bài đơn ca trụ hạng lâu nhất bảng xếp hạng này. Trong danh sách xếp hạng cuối năm, "Last Night" cũng nắm giữ vị trí đầu tiên.
Nam ca sĩ cũng giành được một giải thưởng Hàn lâm nhạc đồng quê và 14 giải thưởng Âm nhạc Billboard.

## Tiểu sử
Morgan Cole Wallen sinh ngày 13 tháng 5 năm 1993 tại Sneedville, Tennessee. Cha anh, Tommy, từng làm linh mục nhà thờ, còn mẹ Lesli là giáo viên. Khi còn nhỏ, gia đình anh chuyển tới quận Knox cùng bang. Anh tốt nghiệp trường Trung học Gibbs, tại đây anh từng chơi bóng chày nhưng sau đó vì chấn thương nên không tiếp tục theo đuổi môn thể thao này.
Từ nhỏ Wallen đã học chơi piano, violin và cha anh thường cho nghe nhạc classic rock. Anh lớn lên với những ca sĩ yêu thích như Breaking Benjamin, Nickelback và Lil Wayne.
Học xong Trung học, thất vọng vì chấn thương không thể chơi bóng, anh đi làm nhân viên cảnh quan môi trường. Sau đó, anh chuyển hướng sang âm nhạc và tập đàn guitar. Anh bắt đầu đam mê thể loại đồng quê sau khi nghe nhạc của các nghệ sĩ như Keith Whitley và Eric Church.

## Đời tư
Năm 2016, Wallen hẹn hò với influencer KT Smith và đính hôn sau đó một vài tháng. Năm 2019, cặp đôi chia tay với lý do được cho là Wallen ngoại tình. Năm 2020, Smith sinh con trai chung với nam ca sĩ, đặt tên là Indigo, cô hiện đã kết hôn với chồng mới. Wallen cũng từng hẹn hò với influencer Paige Lorenze và nữ ca sĩ đồng quê Megan Moroney, người được cho là đã viết ca khúc "Tennessee Orange" về cuộc chia tay với anh.
Ngày 1 tháng 6 năm 2024, Wallen khai trương quán bar sáu tầng, kiêm nhà hàng, phòng nhạc "Morgan Wallen's This Bar & Tennessee Kitchen" ở thành phố Nashville.

## Danh sách nhạc
- If I Know Me (2018)
- Dangerous: The Double Album (2021)
- One Thing at a Time (2023)

## Lưu diễn

### Hát chính
- The Dangerous Tour (2022)
- One Night at a Time World Tour (2023-2024) (với Bailey Zimmerman, Ernest, Hardy và Parker McCollum)

### Mở màn
- What Makes You Country Tour (2018) (với Luke Bryan)
- Can't Say I Ain't Country Tour (2019) (với Florida Georgia Line)
- Beer Never Broke My Heart Tour (2019) (với Luke Combs)